# فابيو فيريرا
فابيو فيريرا (بالبرتغالية: Fábio Ferreira‏) (23 أكتوبر 1984 في البرازيل - ) هو لاعب كرة قدم برازيلي في مركز الدفاع. لعب مع بوتافوغو ريغاتاس وغريميو بورتو أليغرينزي ونادي بونتي بريتا ونادي جوفنتودي ونادي فيتوريا ونادي كريسيوما ونادي كورينثيانز ونادي نوروستي الرياضي.

## وصلات خارجية
- فابيو فيريرا على موقع قاعدة بيانات كرة القدم.إي يو (الإنجليزية)
- فابيو فيريرا على موقع Soccerway.com (الإنجليزية)